# إميل من لونيبرغا
إميل من لونيبرغا أو إميل في تلال القيقب (بالسويدية: Emil i Lönneberga) هي سلسلة من روايات الأطفال التي كتبتها أستريد ليندغرين. كتبت الكتب الإثنتي عشرة بين عامي 1963 و1997. إميل، الشخصية الأساسية، هو مدبر المقالب الذي يعيش في مزرعة في قرية لونيبرغا في سمولاند، السويد.
وقد ظهرت الكتب في 44 لغة (2014)، في معظم الحالات مع الرسوم التوضيحية السويدية الأصلية من قبل بيورن بيرغ. هناك خمسة تعديلات للفيلم، مع ثلاثة منها الأكثر شهرة تم إصدارها بين 1971–1973.

## إميل الشخصية الأساسية
يعيش إميل سفينسون مع عائلته في مزرعة تسمى كاتولت، وتقع في قرية لونيبرغا على بعد بضعة أميال من بلدة فيمربي. ويتراوح عمره في الكتب من حوالي خمسة إلى ثمانية. شعره الجميل والعينين الزرقاوين تجعله يبدو وكأنه ملاك، لكنه ليس كذلك. لديه موهبة مذهلة في الوقوع في المشاكل. إميل ليس خبيث، كما يعتقد الكثيرون من حوله؛ فهو ببساطة يفشل في رؤية عواقب أفعاله. حتى أنه يقول في مرحلة ما، «أنت لا تختلق المزح، إنها تحدث فقط». وهي تتكون من تصرفات التكرم التي ذهبت على نحو خاطئ، والألعاب الطفولية، والفضول، وسوء الحظ والإهمال. على سبيل المثال، فإنه يعطي الطعام المقصود للأقارب الزائرين للفقراء، الذين هم في أمس الحاجة إليه. تمكن من حبس والده في المرحاض الخارجي عن طريق الصدفة، في حين قفل الأبواب الأخرى. إنه يرفع أخته الصغيرة المستعدة إلى سارية العلم ليرى إلى أي مدى يمكنها أن ترى من هناك. من خلال لعب «التظاهر»، يجعل الجميع يعتقدون أن اخته أصيبت بالتيفوس.
مع معظم المزح، يهرب إميل من غضب والده عن طريق الهرب وحبس نفسه في سقيفة الأدوات. وبما أن الباب يمكن أيضا أن يكون مغلقا من الخارج، أبوه يحبسه هناك لفترة من الزمن لمعاقبته. يشعر إميل بالحرج عموما من ما فعله، ولكن هذا ليس عقابا شديدا على إميل، الذي يحب الجلوس في السقيفة ويبدأ نحت شخصية خشبية خلال كل فترة من إقامته. وهو يجمع في نهاية المطاف 369 منهم، باستثناء واحد تدفنه والدته لأنها تدعي أنه يشبه كثيرا عميد الريف. إميل ذكي ومبدع ويميل إلى التفكير بطريقة غير تقليدية من المرجح أن يسيء فهمها الكبار.
إميل واسع الحيلة. هو ماهر مع أي نوع من حيوانات المزرعة، وخاصة الخيول. وهو أيضا شجاع وينقذ حياة عامل المزرعة ألفريد عندما يكون مصاباً بتسمم الدم. بينما ألفريد على وشك الموت والطريق إلى الطبيب مغطى بالثلج، يتحدى إميل سوء الأحوال الجوية ويقوم برحلة على الخيل والمزلجة للطبيب، مما ينقذ حياة ألفريد، الرجل الذي لطالما اعجب به.
في النهاية، يقال إن إميل أصبح رجلاً مسؤولاً وواسع الحيلة، ليصبح رئيساً لمجلس القرية.

## شخصيات أخرى
أنطون سفينسون، والد إميل، غالبا ما يكون غاضبا مع ابنه، على الرغم من أنه غالبا ما يتضح أنه يحبه كثيراً بين المقالب. يتم تقديمه كساكن نمطي من سمولاند، على سبيل المثال، ضيق للغاية مع أمواله. في مناسبة واحدة، يخبر زوجته أنه إذا استمرت في ارتداء حذائها في كثير من الأحيان، فسيتعين تغييرها طوال الوقت - كل عشر سنوات! الكحول والشتائم ممنوع منعا باتا في منزل سفينسون.
ألما سفينسون، والدة إميل، تحب ابنها وتميل إلى القول بأن «إميل هو صبي لطيف، ونحن نحبه تماما كما هو». كما أنها تكتب كل الأشياء السيئة التي يقوم بها إميل في كتاب أزرق، على الرغم من أنه سرعان ما ينتشر إلى العديد من الكتب..
إيدا سفينسون، أخت إميل الصغيرة، هي طفل تربى بشكل جيد، خلافا له. تحاول أن تصنع مقالب مثل أخيها، لأنها يريد أن تذهب إلى السقيفة، والتي تعتقد أنها مريحة، لكنها تفشل.
(ألفريد)، عامل المزرعة، و (لينا) الخادمة، يعيشون أيضاً في المزرعة. ألفريد، الذي هو مولعا جدا من الأطفال، هو أفضل صديق لإميل، ولكن لينا لا تحبه. إنها واقعة في حب ألفريد وتضايقه أن يتزوجها، وهو موضوع يميل ألفريد إلى تجنبه. وكروسا - مايا، وهي امرأة مسنة تعيش في كوخ قريب، كثيرا ما تزور المزرعة للمساعدة في العمل المنزلي أو لمراقبة الأطفال، وتحكي لهم قصصا عن الأشباح وغيرها من الأساطير التي يقال إنها حقيقية.

## وصلات خارجية
- إميل من لونيبرغا على موقع ميوزك برينز (الإنجليزية)
- Emil i Lönneberga on astridlindgren.se
- Emil in the Soup Tureen video with English subtitles (13 minutes)
- Emil in the Soup Tureen sample chapter in Portuguese (Emílio Dentro da Terrina)